# DIN 77230
Die DIN 77230 Basis-Finanzanalyse für Privathaushalte ist die erste deutsche Norm für die Finanzdienstleistung. Sie beschreibt einen objektiven, reproduzierbaren und transparenten Analyseprozess, der eine ganzheitliche Betrachtung der finanziellen Situation von Privathaushalten ermöglicht.

## Ausgangslage
Seit dem Beginn der 2000er Jahre häuften sich Berichte über Vermögensschäden, die Privathaushalten durch Finanzberatung entstanden sind. Die Ursachen für Fehlberatung reichen von mangelnder Ausbildung der Berater über die Vermittlung von für den Kundenbedarf ungeeigneten Produkten bis zu intransparenten bzw. von Unternehmensinteressen geleiteten Beratungsprozessen. Gleichzeitig steigt, bedingt durch sinkende Leistungen der gesetzlichen Versorgungssysteme, der Beratungsbedarf für die eigenverantwortliche Vorsorge, z. B. für die Deckung des Langlebigkeitsrisikos. Der Gesetzgeber ergriff eine Reihe regulatorischer Maßnahmen, darunter die Richtlinie 2004/39/EG über Märkte für Finanzinstrumente (MiFID), die einzelne Bereiche, wie Anlageberatung, umfasste. Zuvor fehlte ein ganzheitlicher Blick auf die finanzielle Situation von Privathaushalten.

## Entwicklung der DIN 77230
Aus diesem Anlass hatte im Jahr 2014 das DEFINO Institut für Finanznorm die DIN 77230 beantragt. Der nach öffentlicher Ausschreibung durch das Deutsche Institut für Normung zusammengekommene Arbeitsausschuss, bestehend aus Vertretern des Verbraucherschutzes, der Wissenschaft und der Finanzbranche, nahm im November 2014 seine Arbeit auf. Am 27. November 2018 wurde die Norm im Konsens aller Vertreter einstimmig verabschiedet und am 18. Januar 2019 veröffentlicht. Die aktuelle Ausgabe (Stand: März 2022) wurde im Juni 2021 veröffentlicht. Die Norm ersetzt DIN SPEC 77222:2014-04 und DIN SPEC 77222/A1:2017-11.

## Ziele
Ziel der DIN 77230 ist die Festlegung eines objektivierbaren, reproduzierbaren und transparenten Analyseprozesses. Die Norm trennt bewusst die Finanzanalyse (im Vergleich mit der Medizin „Diagnose“) von der eventuell nachgelagerten Finanzberatung (im Vergleich mit der Medizin „Therapie“/„Behandlung“).
Aufgrund der Budgetrestriktion von Privathaushalten kommt – gerade bei einer nachgelagerten Finanzberatung – der nachvollziehbaren Visualisierung der möglichen Risiken und Notwendigkeiten eines Privathaushaltes und der empfohlenen Absicherungshöhe als Orientierungshilfe zentrale Bedeutung zu.
Nur auf dieser Basis kann in der Finanzberatung im Sinne der Suche nach individuellen Lösungen für die vom Kunden als wichtig erachteten Finanzthemen
1. eine bestmögliche Absicherung gegen Lebensrisiken auf Basis der privaten Finanzen,
2. eine vorausschauende Gestaltung der finanziellen Zukunft durch entsprechende Vermögensplanung und
3. eine Orientierung an Bedürfnissen und Zielvorstellungen des Privathaushalts

gewährleistet werden.

## DIN 77230 im Detail

### Methodischer Ansatz
Die Basis-Finanzanalyse der DIN 77230 ist für alle Privathaushalte im Sinne der Norm anwendbar. Im Rahmen der Analyse werden aus insgesamt 42 Finanzthemen die individuell für den Haushalt relevanten Finanzthemen ermittelt. Die Finanzthemen haben dabei eine feste Rangfolge und werden über drei Bedarfsstufen dargestellt.
- Bedarfsstufe 1: Sicherung des finanziellen Grundbedarfs – Die wichtigsten Finanzthemen und eine erste Absicherung bzw. Vorsorge
- Bedarfsstufe 2: Erhaltung des Lebensstandards – Weitere wichtige Finanzthemen und eine am aktuellen Lebensstandard ausgerichtete Absicherung und Vorsorge
- Bedarfsstufe 3: Verbesserung des Lebensstandards – Sparziele, bspw. Schaffung von Eigentum, um den aktuellen Lebensstandard zu verbessern

### Rahmenparameter und Datenaufnahme
Für die Basis-Finanzanalyse sind feste Rahmenparameter (beispielsweise die Inflationsrate) für Berechnungen zu verwenden, die in der Norm festgelegt sind und regelmäßig aktualisiert werden oder von den Anwendern selbst anhand der in der Norm bezeichneten Quellen ermittelt werden können.
Auch werden in der Norm die mindestens aufzunehmenden Haushaltsdaten definiert, die benötigt werden, um
1. die Einnahmen-Ausgaben-Rechnung und die Vermögensbilanz
2. die relevanten Finanzthemen
3. die Orientierungsgrößen (empfohlenes Absicherungs- und Vorsorgeniveau bzw. notwendige Vermögenswerte / Sparvorgänge)
4. die Istwerte (vorhandenes Absicherungs- und Vorsorgeniveau bzw. vorhandene Vermögenswerte / Sparvorgänge)

zu ermitteln.

### Ergebnisübersicht
Zentrales Element der Ergebnisdarstellung ist neben der Einnahmen-Ausgaben-Rechnung und der Vermögensbilanz die Übersicht der für den Privathaushalt relevanten Finanzthemen. Die Darstellung dieser Finanzthemen muss vollständig sein, hat entsprechend den Bedarfsstufen und der Rangfolge zu erfolgen und muss mindestens die Orientierungsgröße umfassen.

## Relevanz der Norm
Durch die Standardisierung des Finanzanalyse-Prozesses wird das Analyse-Ergebnis von dem durchführenden Berater oder Institut unabhängig gemacht. Die Verbraucher werden durch die Basis-Finanzanalyse nach Norm befähigt, eine auf der Analyse aufsetzende Finanzberatung bewusster und informierter in Anspruch zu nehmen. Insbesondere die festgelegte Rangfolge der Finanzthemen und die mithilfe festgelegter Rahmenparameter und Rechenwege ermittelten Orientierungswerte sind geeignet, Fehlanreizen bei Beratern und damit Fehlberatungen entgegenzuwirken, denn mit Hilfe der Ergebnisübersicht der Basis-Finanzanalyse kann der Verbraucher in der Beratung deren Empfehlung, seine eigene Ziele und die Empfehlungen des Beraters leichter abgleichen.
Erich Paetz, Referatsleiter Verbraucherpolitik im Bereich Finanzdienstleistungen im Bundesministerium der Justiz und für Verbraucherschutz (BMJV), erklärte, dass die Analyse auf Grundlage der Norm nur ein Baustein für eine an den Bedürfnissen der Verbraucher orientierte Finanzberatung sein kann, aber eine Falschberatung allein durch die Norm nicht verhindert werden könne.
Der Bundesverband Deutscher Versicherungsmakler kritisierte die Norm, weil sie nur die Erfassung der finanziellen Ausgangssituation zum Gegenstand habe, aber nicht genauer bestimmen würde, welche Empfehlung zu welchem Haushaltsziel bei Haushalten mit niedrigem Einkommen sachgerecht wäre.
Die Anwendung der Norm ist freiwillig. Normen haben jedoch gesetzesergänzenden Charakter und können vor Gericht als sogenannte „vorweggenommene Gutachten“ dienen.

## Zertifizierung
In allen Branchen, in denen DIN-Normen Relevanz haben, ist es gängige Praxis, dass Unternehmen sich, ihre Prozesse oder Produkte und die Mitarbeiter, die mit den Prozessen oder Produkten umgehen, auf Norm-konformes Arbeiten zertifizieren lassen können. Auch bezogen auf die DIN 77230 kann für Anbieter von Analysesoftware oder Finanzberater und -unternehmen eine Zertifizierung auf vollständige DIN-Konformität durch eine Zertifizierungsorganisation erfolgen.